# INTBAU
A INTBAU (Português: Rede Internacional para a Construção, Arquitectura e Urbanismo Tradicionais; Inglês: International Network for Traditional Building, Architecture & Urbanism) é uma rede global de arquitectos dedicados à criação de melhores locais para viver através da construção, da arquitectura e do urbanismo tradicionais.
Esta rede global foi criada em 2001 tendo, entretanto expandido a mais de 30 núcleos regionais e 6000 membros, espalhados por mais de 100 países. A INTBAU é patrocinada pelo seu fundador, o Príncipe Charles de Gales.

## Núcleos locais
A organização tem hoje em dia capítulos (isto é, núcleos regionais) na Albânia, Afeganistão, Austrália, Bangladesh, Canadá, China, Cuba, Chipre, República Checa, Estónia, Finlândia, Alemanha, Índia, Irão, Irlanda, Itália, Malásia, Montenegro, Países Baixos, Nova Zelândia, Nigéria, Paquistão, Filipinas, Polónia, Portugal, Roménia, Rússia, Espanha, Suécia, Turquia e EUA.

## Educação
A INTBAU e os seus núcleos estão envolvidos na organização de uma série de iniciativas educativas de fomento aos métodos tradicionais de arquitetura e construção, incluindo:
| Programa                                                              | País               | Duração     |
| --------------------------------------------------------------------- | ------------------ | ----------- |
| Curso-mestre Enduring Design                                          | Austrália          | 2 semanas   |
| Escola de verão de arquitetura Belga La Table Ronde de l’Architecture | Bélgica            | 2-7 semanas |
| Seminário de construção em terra Terrachidia                          | Marrocos           | 10 dias     |
| Escola de verão ‘Let’s Build a Beautiful City’                        | Países Baixos      | 2 semanas   |
| Seminários da Aldeia de Pono, Sinde                                   | Paquistão          | 10 dias     |
| Escola de verão Rafael Manzano                                        | Espanha · Portugal | 2 semanas   |

## INTBAU Portugal
A INTBAU Portugal é presidida pelo arquitecto José Baganha, vencedor do Prêmio Rafael Manzano de Nova Arquitectura Tradicional em 2017.

## Journal of Traditional Building, Architecture and Urbanism
O Journal of Traditional Building, Architecture and Urbanism é uma revista que visa promover um melhor entendimento das tradições construtivas das diversas culturas do mundo. Inclui artigos académicos originais, publicações revistas-por-pares e segue todas as práticas habituais das revistas científicas. É organizado pelo Capítulo Espanhol da INTBAU, juntamente com o Prémio Rafael Manzano através do financiamento do fundo de beneficência Richard H. Driehaus, e é uma publicação trilingue, publicada em inglês, espanhol e português.